# Jorge Antônio Putinatti
Jorge Antônio Putinatti, més conegut com a Jorginho Putinatti, (Marília, Brasil, 23 d'agost de 1959) és un exfutbolista brasiler. Va disputar 16 partits amb la selecció del Brasil.